# 짐 커맨드
짐 커맨드(GM COMMAND)는 오리지널 비디오 애니메이션『기동전사 건담 0080 주머니 속의 전쟁』에 등장하는 지구연방군 양산형 모빌슈트이다. 짐 커맨드 콜로니전 사양이라고도 호칭된다(형식번호: RGM-79G).

## 기체 해설
짐 커맨드 시리즈의 노멀 타입으로 소위 지상전투 사양에 해당하는 기체이며, 본기가 개발된 시점에서는 지구 상에서의 전투는 끝을 맞이하고 있었기 때문에 주로 우주거점 방위용으로 배치되었다.
크림색 및 흑색으로 도색된 기종은 스페이스 콜로니 내와 그 주변에서의 활동을 주목적으로 한 콜로니전 사양으로서 운용되었다. 이 칼라링은 콜로니 수비대의 제식 칼라로서 RGM-119 제임스건등에도 채용되었다.
주무장으로 콜로니 벽면을 파괴하지 않도록 하기 위해 빔 병기가 아닌 실체탄식 불펍 머신건을 장비하고 있다.
특히 란도셀 형상은 짐 한랭지 사양 및 짐 커맨드 우주전 사양과는 크게 다르며, 후에 등장한 네모의 개발베이스가 되었다.

## 극중에서의 활약
『0080』제 1 화에서 중립 콜로니군(群) 사이드 6 리보 콜로니 내부에 위력 정찰을 위해 진입한 지온군의 모빌슈트 부대를 요격하는 모습이 묘사되어 있다. 또한 제 4 화에서 연방군 강습양륙함 그레이 팬텀으로부터 출격한 기체는「크림색과 흑색으로 도장된 짐 스나이퍼Ⅱ이다」라는 의견도 있다.
덧붙여서, 이는 단순 의견이 아니라 사실로 원작 애니메이션에 등장하는 크림색과 흑색으로 도장된 기체는 짐 스나이퍼Ⅱ이다. <스칼렛>대 소속 기체 수부터 구성 기체까지 여전히 설정이 명확하게 정립되어 있지 않으며, 그로 인한 혼란은 여전히 해결되지 않고 있다. 『기동전사 건담 공식 백과사전 건담 오피셜즈 』에는 스칼렛 소속 기체를 6기로 그 구성 기체는 RGM-79G x 2, RGM-79SP x 2, RX-77D x 2로 기재되어 있지만 원작과의 괴리로 많은 팬들에게 설정 파괴라는 비난을 받고 있다.

## 비고
디자인은 유타카 이즈부치. 제작 당시 표기는「짐 커맨드」. 짐 커맨드는 본래부터 짐의 개량형으로서 디자인되었다. 준비고(準備稿)에서 명칭은「짐 커맨드 커스텀」으로, 짐 스나이퍼 커스텀처럼 특정용도를 위한 개수기로서 취급되었던 듯하다.
또한『0080』 발표 당시 반다이로부터 1/144 스케일의 인젝션 프라모델 키트가 발매되었다. 또한 2004년 5월에는 반다이로부터 하이 그레이드 유니버설 센츄리(HGUC) 시리즈로 1/144 스케일 키트가 발매되었다.